# Jonathan González
Jonathan Alexánder González Mendoza (Santa Rosa, California, 13 de abril de 1999) es un futbolista mexicano nacido en los Estados Unidos. Juega como Mediocampista y su actual equipo es el Fútbol Club Juárez de la Liga MX.

## Trayectoria

### C. F. Monterrey

#### Liga MX
El 21 de julio de 2017, debutó en Primera División, usando el número 25, jugando 56' minutos y saliendo de cambio por Arturo González en el empate 0-0 ante Monarcas Morelia.

#### Copa MX
El 27 de julio de 2017, debutó en la Copa MX, usando el número 25, jugando los 90' minutos en la victoria 3-0 ante Celaya.

### Clásico Regio
El 18 de noviembre de 2017 debutó en un Clásico Regio, jugando los 90' minutos en la victoria 2-0 ante los Tigres UANL.
La siguiente tabla muestra el detalle del estadio donde jugó y convirtió goles en los enfrentamientos de Monterrey y los Tigres UANL.
| Estadios      | Partidos | Goles |
| ------------- | -------- | ----- |
| BBVA Bancomer | 2        | 0     |
| Universitario | 1        | 0     |
| Total         | 3        | 0     |

#### Todos los partidos
Aquí se listan todos los partidos que jugó González contra los Tigres UANL, un total de 3 partidos; el mexicano totaliza 1 derrota frente al conjunto felino.
En negrita resultado a favor del C. F. Monterrey. El verde simboliza victoria, el beige empate y el rojo la derrota.
| 1. | 18 de noviembre de 2017 | BBVA Bancomer | Nahuel Guzmán | 2-0 |  | Sí | 90' | Apertura 2017 J17          |                       |
| 2. | 8 de diciembre de 2017  | Universitario | Nahuel Guzmán | 1-1 |  | Sí | 90' | Apertura 2017 Final ida    |                       |
| 3. | 11 de diciembre de 2017 | BBVA Bancomer | Nahuel Guzmán | 2-1 |  | Sí | 80' | Apertura 2017 Final vuelta | 80' por Jorge Benítez |

## Selección nacional

### Categorías inferiores

#### Sub-21
Esperanzas de Toulon
El 22 de mayo de 2018 Jonathan González fue incluido en la lista definitiva de los 20 jugadores qué jugarían el Torneo Esperanzas de Toulon 2018, con sede en Francia.
Debutó el 26 de mayo de 2018 en el Torneo Esperanzas de Toulon de 2018 jugando 40' y saliendo de cambio por Jorge Sánchez en la victoria 3-0 ante Catar.

#### Partidos internacionalesSub-21
| #  | Fecha              | Estadio                                          | Selección | Rtdo. | Oponente   | Goles | Competición                         | Sustitución               |
| -- | ------------------ | ------------------------------------------------ | --------- | ----- | ---------- | ----- | ----------------------------------- | ------------------------- |
| 1. | 26 de mayo de 2018 | Stade de Lattre de Tassigny, Aubagne, Francia    | México    | 4-0   | Catar      |       | Torneo Esperanzas de Toulon de 2018 | 40' por Jorge Sánchez     |
| 2. | 29 de mayo de 2018 | Stade Marcel Roustan, Salon-de-Provence, Francia | México    | 0-0   | Inglaterra |       | Torneo Esperanzas de Toulon de 2018 | 80'                       |
| 3. | 1 de junio de 2018 | Stade Parsemain, Fos-sur-Mer, Francia            | México    | 3-1   | China      |       | Torneo Esperanzas de Toulon de 2018 | 80'                       |
| 4. | 6 de junio de 2018 | Stade de Lattre de Tassigny, Aubagne, Francia    | México    | 3-1   | Turquía    |       | Torneo Esperanzas de Toulon de 2018 | 45' por Sebastián Cordova |

### Selección Mexicana
El 25 de enero de 2018 fue convocado por primera vez a la selección mexicana por parte de Juan Carlos Osorio para el partido amistoso ante  Bosnia y Herzegovina.
El 31 de enero de 2018 debutó con la selección mexicana en un partido amistoso entrando de cambio al minuto 56' por Elías Hernández en la victoria 1-0 ante Bosnia y Herzegovina.
| Selección          | País   | Partidos | Goles | Año             |
| ------------------ | ------ | -------- | ----- | --------------- |
| Selección Mexicana | México | 3        | 0     | 2018 - Presente |

### Participaciones en selección nacional
| Competición                         | Categoría                           | Sede                                | Resultado                           | Partidos | Goles |
| ----------------------------------- | ----------------------------------- | ----------------------------------- | ----------------------------------- | -------- | ----- |
| Esperanzas de Toulon 2018           | Sub-21                              | Francia                             | Subcampeón                          | 4        | 0     |
| Total parcial en selección nacional | Total parcial en selección nacional | Total parcial en selección nacional | Total parcial en selección nacional | 4        | 0     |

#### Partidos internacionales
| #  | Fecha                   | Estadio                                       | Local  | Resultado | Visitante            | Competición | Sustitución                 |
| -- | ----------------------- | --------------------------------------------- | ------ | --------- | -------------------- | ----------- | --------------------------- |
| 1. | 31 de enero de 2018     | Alamodome, San Antonio, Texas, Estados Unidos | México | 1-0       | Bosnia y Herzegovina | Amistoso    | 56' por Elías Hernández     |
| 2. | 7 de septiembre de 2018 | Estadio NRG, Houston, Texas, Estados Unidos   | México | 1-4       | Uruguay              | Amistoso    | 46' por Jonathan Dos Santos |
| 3. | 2 de octubre de 2019    | Estadio Nemesio Díez, Toluca, México          | México | 2-0       | Trinidad y Tobago    | Amistoso    | 63' por Jesús Angulo        |

## Clubes

### Estadísticas
Actualizado de acuerdo al último partido jugado el 22 de octubre de 2023.
| Club | Div.          | Temporada     | Liga nacionales(1) | Liga nacionales(1) | Liga nacionales(1) | Copas nacionales(2) | Copas nacionales(2) | Copas nacionales(2) | Torneos internacionales(3) | Torneos internacionales(3) | Torneos internacionales(3) | Total | Total | Total  | Media goleadora |
| Club | Div.          | Temporada     | Part.              | Goles              | Asist.             | Part.               | Goles               | Asist.              | Part.                      | Goles                      | Asist.                     | Part. | Goles | Asist. | Media goleadora |
| --- | ------------- | ------------- | ------------------ | ------------------ | ------------------ | ------------------- | ------------------- | ------------------- | -------------------------- | -------------------------- | -------------------------- | ----- | ----- | ------ | --------------- |
| C. F. Monterrey · México | 1.ª           | 2017-18       | 36                 | 0                  | 0                  | 7                   | 0                   | 0                   | 0                          | 0                          | 0                          | 43    | 0     | 0      | 0               |
| C. F. Monterrey · México | 1.ª           | 2018-19       | 23                 | 1                  | 0                  | 3                   | 0                   | 0                   | 6                          | 0                          | 0                          | 32    | 1     | 0      | 0.03            |
| C. F. Monterrey · México | 1.ª           | 2019-20       | 12                 | 0                  | 0                  | 9                   | 0                   | 0                   | 3                          | 0                          | 0                          | 24    | 0     | 0      | 0               |
| C. F. Monterrey · México | 1.ª           | 2020-21       | 12                 | 0                  | 0                  | 0                   | 0                   | 0                   | 3                          | 0                          | 1                          | 15    | 0     | 1      | 0               |
| C. Necaxa · México | 1.ª           | 2021-22       | 6                  | 0                  | 0                  | 0                   | 0                   | 0                   | 0                          | 0                          | 0                          | 6     | 0     | 0      | 0               |
| C. Necaxa · México | Total club    | Total club    | 6                  | 0                  | 0                  | 0                   | 0                   | 0                   | 0                          | 0                          | 0                          | 6     | 0     | 0      | 0               |
| Querétaro F. C. · México | 1.ª           | 2021-22       | 4                  | 0                  | 0                  | 0                   | 0                   | 0                   | 0                          | 0                          | 0                          | 4     | 0     | 0      | 0               |
| Querétaro F. C. · México | Total club    | Total club    | 4                  | 0                  | 0                  | 0                   | 0                   | 0                   | 0                          | 0                          | 0                          | 4     | 0     | 0      | 0               |
| Minnesota United F. C. Estados Unidos | 1.ª           | 2022          | 8                  | 1                  | 0                  | 0                   | 0                   | 0                   | 0                          | 0                          | 0                          | 8     | 1     | 0      | 0.13            |
| Minnesota United F. C. Estados Unidos | Total club    | Total club    | 8                  | 1                  | 0                  | 0                   | 0                   | 0                   | 0                          | 0                          | 0                          | 8     | 1     | 0      | 0.13            |
| C. F. Monterrey · México | 1.ª           | 2022-23       | 0                  | 0                  | 0                  | 0                   | 0                   | 0                   | 5                          | 0                          | 0                          | 5     | 0     | 0      | 0               |
| C. F. Monterrey · México | 1.ª           | 2023-24       | 9                  | 0                  | 0                  | 0                   | 0                   | 0                   | 0                          | 0                          | 0                          | 9     | 0     | 0      | 0               |
| C. F. Monterrey · México | Total club    | Total club    | 92                 | 1                  | 0                  | 19                  | 0                   | 0                   | 17                         | 0                          | 1                          | 128   | 1     | 1      | 0.01            |
| Total carrera | Total carrera | Total carrera | 110                | 1                  | 0                  | 19                  | 0                   | 0                   | 17                         | 0                          | 1                          | 146   | 1     | 1      | 0.01            |
| (1)Incluye datos de la Primera División de México. (2)Incluye datos de la Copa México. (3)Incluye datos de la Liga de Campeones de la Concacaf y Mundial de Clubes. |               |               |                    |                    |                    |                     |                     |                     |                            |                            |                            |       |       |        |                 |

### Resumen estadístico
| Competición           | Partidos | Goles | Media goleadora |
| --------------------- | -------- | ----- | --------------- |
| Primera división      | 110      | 1     | 0.01            |
| Copas nacionales      | 19       | 0     | 0.00            |
| Copas internacionales | 17       | 0     | 0.00            |
| Selección Mexicana    | 3        | 0     | 0.00            |
| Total                 | 149      | 1     | 0.01            |

## Palmarés

### Campeonatos nacionales
| Título  | Club            | País   | Año  |
| ------- | --------------- | ------ | ---- |
| Copa MX | C. F. Monterrey | México | 2017 |
| Liga MX | C. F. Monterrey | México | 2019 |

### Campeonatos internacionales
| Título                           | Club            | Sede     | Año  |
| -------------------------------- | --------------- | -------- | ---- |
| Liga de Campeones de la Concacaf | C. F. Monterrey | Concacaf | 2019 |
| Liga de Campeones de la Concacaf | C. F. Monterrey | Concacaf | 2021 |

### Distinciones individuales
| Distinción                                                   | Año  |
| ------------------------------------------------------------ | ---- |
| Incluido en el Once Ideal de la Jornada 7 del Apertura 2017. | 2017 |
| Incluido en el Once Ideal del Apertura 2017.                 | 2017 |
| Mejor jugador joven de la Liga de Campeones de la Concacaf.  | 2019 |
| Once Ideal de la Liga de Campeones de la Concacaf.           | 2019 |